# 241475 Martinagedeck
241475 Martinagedeck è un asteroide della fascia principale. Scoperto nel 2009, presenta un'orbita caratterizzata da un semiasse maggiore pari a 3,0984263 UA e da un'eccentricità di 0,0774919, inclinata di 9,05962° rispetto all'eclittica.